# Storia LGBT negli Stati Uniti d'America
La storia LGBT negli attuali Stati Uniti d'America ha il suo inizio nel periodo precedente alla colonizzazione europea delle Americhe.

## Pre-XX secolo
Tra le popolazioni e i gruppi dei nativi americani, sono sempre esistiti individui descritti come "Two Spirit", una minoranza comune a tutte le tribù e consistente nell'assunzione di un'identità di genere personale non corrispondente a quella del proprio sesso biologico. Nel corso del XVI secolo l'esploratore spagnolo Álvar Núñez Cabeza de Vaca lasciò testimonianze scritte dei suoi incontri con tale usanza esistente tra gli indigeni nordamericani, consistente nello "sposalizio" di un uomo con un altro uomo; questo all'interno delle comunità presenti lungo la costa del Golfo degli Stati Uniti d'America.

## XVII-XIX secolo
Con l'istituzione dei primi insediamenti di origine europea in quelli che oggi sono gli Stati Uniti, la forte influenza del cristianesimo, dei suoi costumi morali e restrizioni d'impostazione anche legale - per quanto riguarda l'orientamento sessuale e l'identità di genere - acquisirono velocemente sempre più importanza, venendo gradualmente ad imporsi nel territorio del nuovo mondo. Inizialmente, tali "crimini di sodomia" (vedi a tal proposito anche il Buggery Act 1533 promulgato dal parlamento inglese) sono stati considerati reati degni della pena capitale, laddove invece il travestitismo è stato considerato un crimine punibile con la reclusione o altre forme di punizione corporale.
A seguito della rivoluzione con la conseguente guerra d'indipendenza americana lo status di quelle persone che intrattenevano rapporti sessuali con appartenenti al proprio stesso sesso, da delitto passibile della pena di morte è stato gradualmente ridotto dai vari stati della federazione alla condanna massima di carcerazione, l'ergastolo. Tuttavia, le persone LGBT sono state presenti lungo l'intero corso della storia post-indipendenza del paese, con personalità omosessuali che han servito ad esempio nell'esercito dell'Unione-Union Army durante la guerra di secessione americana.
Restrizioni contro il "vagabondaggio" e la ricerca di incontri sessuali nei luoghi pubblici sono state promulgate a partire dal tardo XIX secolo da molti tra gli Stati federati degli Stati Uniti d'America (avendo come bersaglio, tra le altre cose, la sollecitazione di favori sessuali tra persone dello stesso sesso), con sempre più strette restrizioni contro i "pervertiti" le quali divennero sempre più comuni da parte di un gran numero di stati col volgere del secolo XX.
Numerosi esempi di coppie dello stesso sesso che vivevano in relazioni di convivenza del tutto simile all'unione matrimoniale, anche se non potevano essere legalmente "santificati" in quanto tali, sono stati individuati dagli storici. La studiosa canadese Rachel Hope Clives documenta il rapporto intercorso tra due donne (Charity Bryant e Sylvia Drake) nel Vermont del XIX secolo, questo nel suo testo intitolato "Charity and Sylvia: A Same-Sex Marriage in Early America"; mentre la statunitense Susan Lee Johnson include nelle sue ricerche per il libro "Roaring Camp: The Social World of the California Gold Rush" la storia di Jason Chamberlain e John Chaffee, coppia gay della California che convisse per oltre 50 anni fino alla morte di Chaffee avvenuta nel 1903.
Gli storici hanno poi identificato anche numerosi esempi di persone transgender in tutto il corso del XIX secolo: nel suo "Re-Dressing America's Frontier Past" lo storico Peter Boag ha scritto su personaggi come il medico radiologo e romanziere Alan L. Hart (1890-1962), nonché ricercatore sulla tubercolosi, il quale tra il 1917-18 fu uno dei primi trans (FtM) a sottoporsi a un'isterectomia negli Stati Uniti e che visse il resto della sua vita come un uomo; il giornalista e infermiere Jack Bee Garland (1869-1936) il quale, adottata l'identità maschile di "Beebe Beam", ha partecipato alla guerra filippino-americana del 1899 in qualità di soldato addetto all'assistenza infermieristica nell'esercito statunitense per un anno intero; il carpentiere Ferdinand Haisch, infine Charles Harrington e Jeanne Bonnet.

## 1900-1965
Nella prima metà del XX secolo diversi gruppi e associazioni omosessuali e lesbiche operarono in territorio statunitense, lavorando per lo più di nascosto per evitare la persecuzione della legislazione allora vigente e per far avanzare i Diritti LGBT, ma molto poco si sa su di loro. Uno dei gruppi maggiormente documentati - nonché il primo ad essere ufficialmente riconosciuto, anche se rapidamente soppresso dopo pochi mesi dalla sua istituzione - è stato la "Società per i diritti umani" (SHR) fondata a Chicago nel 1924 da Henry Gerber (1892-1972); ispirato dallo studioso tedesco dottor Magnus Hirschfeld e dal suo lavoro con il "Comitato scientifico-umanitario", editando la prima pubblicazione esplicitamente per gli omosessuali dell'Illinois intitolata "Friendship and Freedom".
Dopo aver servito come arruolato, al termine della prima guerra mondiale, nei territori della Germania occupata, Gerber aveva conosciuto ed era entrato in contatto col pionieristico lavoro svolto da Hirschfeld; al suo ritorno in patria si stabilì definitivamente a Chicago e creando rapidamente la prima organizzazione pubblica omosessuale documentata negli Stati Uniti, facendo inoltre pubblicare due numeri della prima rivista gay del paese. Nel frattempo, per tutto il corso degli anni venti le persone LGBT riuscivano a trovare lavoro come animatori o assistenti all'intrattenimento per vari locali urbani e in grandi città come New York.
Nel 1948, si ha la pubblicazione del cosiddetto "Rapporto Kinsey" (Il comportamento sessuale nel maschio umano) a cura del medico Alfred Kinsey, una delle primissime opere che ha guardato in maniera prettamente scientifica il tema della sessualità. L'affermazione di Kinsey, secondo la quale circa il 10% della popolazione adulta maschile (e circa la metà di questo numero tra le femmine) sono stati prevalentemente o esclusivamente omosessuali per almeno tre anni della loro vita, è stato un inizio drammatico contro le credenze prevalenti del tempo. Prima della sua pubblicazione, l'omosessualità non era mai stato un argomento così ampio di discussione, in generale, ma poi ha cominciato a comparire anche in pubblicazioni tradizionali come la rivista TIME, il magazine Life (rivista), ed altri.
Durante il periodo intercorso tra la fine degli anni quaranta e primi anni sessanta, assai raramente i notiziari e programmi di radio e televisione mandavano in onda episodi incentrati sull'omosessualità, con solamente alcuni film televisivi e episodi di serie Tv con personaggi o temi gay o. Diverse organizzazioni, tra cui la Mattachine Society fondata nel 1950 e le Daughters of Bilitis nel 1955, infine la "Società per i diritti individuali", una campagna per i diritti degli "homophiles" (vedi Omofilia).
Nel 1958 la Corte Suprema stabilì che la pubblicazione della rivista gay dell'organizzazione ONE, Inc. non poteva essere considerata come "oscena" per principio e che quindi rimaneva sotto la protezione dal Primo emendamento; la Corte dello Stato della California estese una simile protezione anche ai film omoerotici di Kenneth Anger Fireworks (film) (1947), mentre l'Illinois divenne il primo Stato a depenalizzare di fatto la sodomia tra adulti consenzienti in privato.
Un primo piccolo cambiamento nelle leggi e nei costumi della società si è intravisto con la metà degli anni sessanta, momento in cui la rivoluzione sessuale prese il suo avvio. Questo fu un periodo di grandi sconvolgimenti sociali in molti settori della convivenza civile, tra cui le opinioni e i punti di vita riguardanti i ruoli di genere e la sessualità umana in tutte le sue multiformi espressioni particolari.

## 1965-1999

### Liberazione Gay
Con la fine degli anni sessanta la filosofia liberale di stampo socialista, che aveva iniziato a creare diverse fazioni all'interno dei movimenti per i diritti civili - ad esempio il "potere nero" a favore degli afroamericani, le mobilitazioni contro la guerra nel Vietnam, il femminismo militante - inglobò a sé anche il movimento omofilo. Una nuova generazione di americani gay e lesbiche cominciò ad intravedere la propria lotta come situata entro un più vasto sistema sociale da smantellare, come il razzismo, il sessismo, il nuovo imperialismo di marca occidentale, oltre che i costumi più tradizionali inerenti all'utilizzo di sostanze stupefacenti e la sessualità. Questa prospettiva, per quanto concernente la "liberazione gay" ebbe un importante unto di svolta con i cosiddetti moti di Stonewall scoppiati nel 1969 a New York.
Il 27 giugno 1969 la polizia newyorkese fece irruzione in un gay bar frequentato principalmente da persone transgender, pratica poliziesca questa abbastanza comune a quel tempo; questo tipo d'incursioni, che veniva spesso condotta durante il periodo delle elezioni cittadine, ebbe allora un nuovo e del tutto imprevisto sviluppo in quanto alcuni dei più assidui frequentatori del locale iniziò attivamente a resistere e ad opporsi agli arresti delle forze dell'ordine. Per la prima volta un vaso gruppo di americani LGBT, che in precedenza aveva avuto poco o nessun coinvolgimento col proto-movimento per i diritti dei gay, mise in discussione lo status quo vigente ed insorse in forma organizzata per tre interi giorni contro le molestie e le brutalità commesse dai poliziotti.
Questo genere del tutto nuovo di attivisti non era più disposto ad essere sempre e comunque gentile e rispettoso e, dopo aver affrontato la polizia, distribuì volantini per le strade attaccando in maniera piuttosto arrabbiata i tentativi di controllo della mafia sui luoghi di ritrovo per omosessuali, oltre che le varie leggi anti-vizio che avevano sempre permesso fino ad allora di molestare impunemente le persone gay e chiudere con la forza i loro locali. Questa seconda ondata del movimento per i diritti LGBT è stato spesso definito movimento di liberazione omosessuale per distinguerlo dal precedente movimento omofilo.
Quasi immediatamente vennero anche create delle vere e proprie organizzazioni, come il Gay Liberation Front (GLF) e il Gay Activists Alliance (GAA). In linea con la frustrazione di massa vissuta fino ad allora dalle persone LGBT e l'adozione delle filosofie socialiste (di sinistra politica) che venivano propagate a cavallo tra gli anni sessanta e settanta, queste nuove organizzazioni s'impegnarono in vai esempi di teatro di strada, tanto colorato quanto scandaloso. Il GLF pubblicò inoltre un "manifesto gay", influenzato anche e soprattutto dall'opera di Paul Goodman - intellettuale e filosofo anarchico di origine ebraica, maestro riconosciuto di Ivan Illich nonché precursore di molte delle analisi di quest'ultimo contro le istituzioni - dal titolo "The Politics of Being Queer" (1969).
Il movimento di liberazione omosessuale si diffuse velocemente nei paesi di tutto il mondo occidentale, ma non solo, ed ha fortemente influenzato molte delle più moderne organizzazioni per i diritti dei gay. Fuori da questo filone, un certo delle associazioni di difesa dei nostri giorni sono state costituite a partire da approcci differenti: l'Human Rights Campaign (HRC), costituita nel 1980, ad esempio segue una propria originale tradizione ed è rivolta in special modo alla classe media di tendenze riformiste; mentre altre organizzazioni come il National LGBTQ Task Force, costituita nel 1973, ha un orientamento di base (vedi Grassroots (politica)) più inteso a sostenere i gruppi locali e statali per cercar di creare possibilità di cambiamento a partire da zero.
Il gruppo denominato "Dyketactics" è stato il primo a trascinare membri delle forze di polizia in tribunale accusandoli di brutalità commesse a Philadelphia; sei dei loro membri erano stati duramente malmenati dalla "Squadra di protezione civile" locale durante una manifestazione per i diritti LGBT il 4 dicembre 1975.

### Migrazione Gay
Nei primi anni settanta molte persone omosessuali cominciarono a trasferirsi con sempre maggior frequenza nei grandi centri urbani, come San Francisco e creando autentici Gay village e comunità gay affermate; il politico e attivista Harvey Milk, è stato il primo gay dichiarato a venire eletto nel consiglio municipale di quella stessa città. Milk è stato poco dopo assassinato nel 1978 insieme con il sindaco George Moscone. I Tumulti della Notte Bianca avvenuti il 21 maggio 1979 sono stati una reazione alla condanna per omicidio colposo inflitta all'assassino, Dan White, considerata troppo mite ed indulgente. Milk ha svolto un ruolo importante nella migrazione LGBT e nel movimento per i diritti degli omosessuali in generale.
La prima marcia nazionale per i diritti dei gay negli Stati Uniti ha avuto luogo il 14 ottobre 1979 a Washington, DC, coinvolgendo forse fino a 100.000 persone.
Lo storico William Armstrong Percy ritiene che una terza epoca del movimento per i diritti dei gay sia iniziata nei primi anni 1980, quando l'epidemia di Aids ha ricevuto la più alta priorità e decimato i suoi maggiori leader, e durò fino al 1998, quando la terapia antiretrovirale è avanzata notevolmente consentendo un notevole ampliamento dell'aspettativa di vita delle persone affette da AIDS nei paesi sviluppati. È stato durante questo periodo che l'azione diretta di gruppi come ACT UP si sono formati.

### Depenalizzazione nelle relazioni
Nel 1962, i rapporti sessuali consensuali tra coppie dello stesso sesso sono stati depenalizzati in Illinois, fu la prima volta che un legislatore statale prese una tale decisione. Nel corso dei decenni successivi, tali rapporti sono stati gradualmente depenalizzati completamente Stato per Stato.

### Reazioni di opposizione
Fin dall'inizio del moderno movimento per i diritti LGBT negli Stati Uniti, l'opposizione social-conservatrice alla legittimazione legale e al riconoscimento delle persone LGBT è stata molto forte. Gli sforzi atti a criminalizzare i rapporti sessuali tra persone dello stesso sesso e le leggi parzialmente favorevoli agli omosessuali, dalle pubblicazioni alle ordinanze di varie legislazioni statali, hanno incluso presto divenendo punto di raduno dell'intera opposizione sociale conservatrice, così come lo era stata l'opposizione contro altre tra le riforme più liberali, ad esempio il diritto all'aborto per le donne. Quest'opposizione ha cominciato ad essere al centro della politica del partito Repubblicano (Stati Uniti d'America) soprattutto a partire dal 1994.
Il divieto di vecchia data agli omosessuali dichiarati di servire nelle forze armate è stato in parte riformato, ma in realtà rafforzato, dalla politica del "Non chiedere, non dire" (Don't ask, don't tell-DADT), un atto del Congresso degli Stati Uniti d'America datato 1993, che ha permesso alle persone omosessuali di servire nelle forze armate a condizione di non rivelare il proprio orientamento sessuale. Anche il "Defense of Marriage Act" (DOMA) del 1996 ha di fatto impedito al governo federale degli Stati Uniti d'America di riconoscere in maniera legale le coppie gay ed ufficialmente il matrimonio tra persone dello stesso sesso.

## XXI secolo
Il primo scorcio del XXI secolo è divenuto un arco di tempo sempre più importante per i diritti LGBT e di educazione civica per l'avvocatura negli Stati Uniti, mentre nel contempo da par suo il Partito Repubblicano sotto George W. Bush ha assecondato la base attivista dei conservatori sociali, al fine di mettere in atto modifiche che potessero vietare il matrimonio tra persone dello stesso sesso e di altri sindacati, attraverso il livello di referendum obbligatorio da compiersi stato per stato, nel 2004. Allo stesso tempo, però, il Massachusetts proprio nel 2004 e sotto un governatore repubblicano, è diventato il primo Stato a legalizzare e rilasciare licenze di matrimonio per coppie dello stesso sesso. Un anno prima, la Corte Suprema aveva stabilito nel caso di Lawrence v. Texas che l'attività sessuale consensuale tra adulti è sempre sotto la protezione del XIV emendamento della Costituzione degli Stati Uniti d'America e, pertanto, tutte le leggi anti-sodomia negli Stati Uniti sono state rese incostituzionali.
Il punto di non ritorno dell'attivismo in favore del matrimonio omosessuale è arrivato nel 2008, quando la Corte Suprema dello Stato della California ha stabilito che la proposizione precedente, che sbarrava la legalizzazione del matrimonio omosessuale in quello Stato era incostituzionale. In tal maniera oltre 18.000 coppie hanno poi ottenuto licenze legali da maggio a novembre dello stesso anno, quando un'altra proposizione ha ripristinato il divieto di matrimonio omosessuale in tutto lo Stato. Questa è stata accolta da proteste a livello nazionale e da una serie di battaglie legali che sono andate a finire davanti alla Corte Suprema degli Stati Uniti.
L'elezione di Barack Obama come primo presidente afro-americano degli Stati Uniti (lo stesso giorno in cui il divieto della California sul matrimonio tra persone dello stesso sesso è stato emanato) ha significato l'inizio di una politica federale più sfumata nei confronti dei cittadini LGBT. Obama ha sostenuto l'abrogazione del DADT, che è stata approvata nel dicembre 2010, e ha anche ritirato la difesa legale del DOMA nel 2011, nonostante l'opposizione repubblicana. Il Matthew Shepard Act del 2010 è stata poi la prima grande normativa sui crimini d'odio nella storia della legislazione federale per il riconoscimento dell'identità di genere come una classe protetta.
Alla fine degli anni 2000 e nei primi del 2010, l'attenzione è stata rivolta anche alla crescita dei suicidi e alla mancanza di autostima da parte di bambini e adolescenti LGBT a causa del bullismo omofobico. Il "Progetto It Gets Better", fondato e promosso da Dan Savage, è stato lanciato per contrastare il fenomeno, e varie iniziative sono state prese da entrambi, sia gli attivisti che i politici, per imporre condizioni migliori per gli studenti LGBT nelle scuole pubbliche. Inoltre, nel 2013 ci sono stati alcuni successi importanti per la comunità LGBT la quale si è vista restituire il matrimonio omosessuale in California nel caso Hollingsworth v. Perry, ed il pieno riconoscimento federale della completa legalità dei matrimoni omosessuali in "United States v. Windsor". Nel 2015, la Corte Suprema ha legalizzato il matrimonio omosessuale a livello nazionale in una decisione storica, in "Obergefell v. Hodges".